# يطروفة سفواء
يطروفة سفواء (الاسم العلمي:Jatropha spicata) هي نوع من النباتات تتبع جنس اليطروفة من الفصيلة الفربيونية.